# 村山剛
村山 剛（むらやま ごう）は日本で活動するミュージカル俳優および元バレエダンサーである。劇団四季所属。

## 来歴
桐朋学園大学卒業後は東京シティバレエ団に所属しバレエダンサーとして活動していたが、2006年8月に退団しその後劇団四季へ入団した。四季ではライオンキングのアンサンブル役で初舞台出演を果たしたがその後一旦退団し、2012年に再入団している。

## 主な出演
- ライオンキング（アンサンブル）
- ウエストサイド物語（ファノ）
- キャッツ（コリコパット）
- 美女と野獣（ルフウ）